# Procuranigus
Procuranigus är ett släkte av skalbaggar. Procuranigus ingår i familjen vivlar.
Kladogram enligt Catalogue of Life:
| Procuranigus | \| \| Procuranigus congoanus \| \| \| \| \| \| Procuranigus niger \| \| \| \| |
|              | \| \| Procuranigus congoanus \| \| \| \| \| \| Procuranigus niger \| \| \| \| |
|              | Procuranigus congoanus                                                        |
|              |                                                                               |
|              | Procuranigus niger                                                            |
|              |                                                                               |